# Зырянское сельское поселение (Бурятия)
Се́льское поселе́ние «Зырянское» (бур. Зырянскын hомон) — муниципальное образование в Прибайкальском районе Бурятии Российской Федерации.
Административный центр — село Зырянск.

## История
Статус и границы сельского поселения установлены Законом Республики Бурятия от 31 декабря 2004 года № 985-III «Об установлении границ, образовании и наделении статусом муниципальных образований в Республике Бурятия»

## Население
| 2002 | 2011 | 2012 | 2013 | 2014 | 2015 | 2016 |
| ---- | ---- | ---- | ---- | ---- | ---- | ---- |
| 965  | ↘928 | ↗931 | ↘923 | ↘913 | ↘908 | ↘890 |
| 2017 | 2018 | 2019 | 2020 | 2021 | 2023 | 2024 |
| ↘885 | ↗890 | ↘881 | ↘867 | ↘792 | ↗794 | ↘776 |

## Состав сельского поселения
| № | Населённый пункт | Тип населённого пункта       | Население |
| - | ---------------- | ---------------------------- | --------- |
| 1 | Ангир            | село                         | →229      |
| 2 | Бурля            | посёлок                      | ↘43       |
| 3 | Зырянск          | село, административный центр | ↗661      |